# Medyne
Medyne (en russe : Медынь) est une ville de l'oblast de Kalouga, en Russie, et le centre administratif du raïon de Medyne. Sa population s'élevait à 7 913 habitants en 2013.

## Géographie
Medyne est arrosée par la rivière Medyne et se trouve à 54 km au sud-ouest de Kalouga et à 142 km au sud-ouest de Moscou.

## Histoire
La première mention de Medyne remonte à 1386, à l'occasion du passage de la localité de la principauté de Smolensk à la principauté de Moscou. Le village de Medynskoïe accéda au statut de ville en 1776.

## Population
Recensements (*) ou estimations de la population :
| 1856  | 1897* | 1926* | 1939* | 1959* | 1970* |
| ----- | ----- | ----- | ----- | ----- | ----- |
| 5 600 | 4 367 | 5 110 | 5 800 | 6 278 | 7 959 |

| 1979* | 1989* | 2002* | 2010* | 2012  | 2013  |
| ----- | ----- | ----- | ----- | ----- | ----- |
| 8 812 | 8 364 | 7 940 | 8 300 | 8 136 | 7 913 |